# Emerald Sword
Emerald Sword (ang. Szmaragdowy Miecz) – singel wydany przez Rhapsody w 1998 roku. Jest to ich pierwszy singel.

## Lista utworów
1. "Emerald Sword" – 4:21
2. "Where Dragons Fly" – 4:34
3. "Land of Immortals (Remake)" – 4:51

## Twórcy
- Fabio Lione – wokal
- Luca Turilli – elektryczna, akustyczna i klasyczna gitara
- Alex Staropoli – klawisze
- Alessandro Lotta – bas
- Daniele Carbonera – perkusja